# Henryk Handy
Henryk Handy (ur. 9 lipca 1940 w Mysłowicach, zm. 13 kwietnia 2007 w Katowicach) – polski hokeista, olimpijczyk.

## Kariera sportowa
Zawodnik grający na pozycji obrońcy. Reprezentant klubów Górnik Murcki i Legia Warszawa. W barwach Legii dwukrotnie (1963 i 1964) zdobył tytuł mistrza Polski. W polskiej lidze rozegrał 329 spotkań strzelając 31 goli. 
W reprezentacji Polski zagrał 24 razy strzelając 3 gole. W 1964 uczestniczył w Igrzyskach Olimpijskich w Innsbrucku, a w 1963 w mistrzostwach świata w Sztokholmie.
Po zakończeniu kariery sportowej został trenerem. Był jednym z pierwszych trenerów Mariusza Czerkawskiego w Tychach.

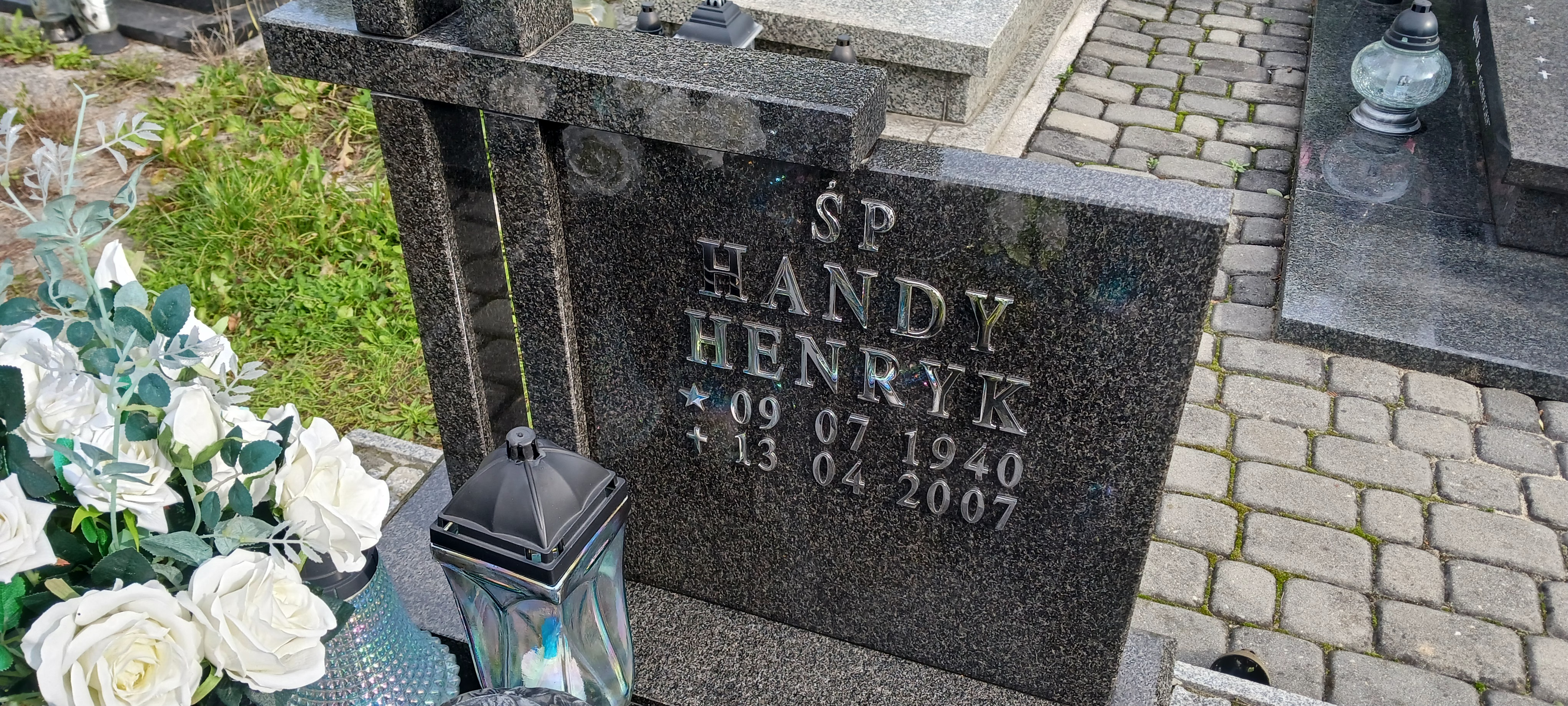
Grób olimpijczyka Tadeusza Handego na cmentarzu przy ul. Goetla w Katowicach-Murckach